# Josephine Siebe

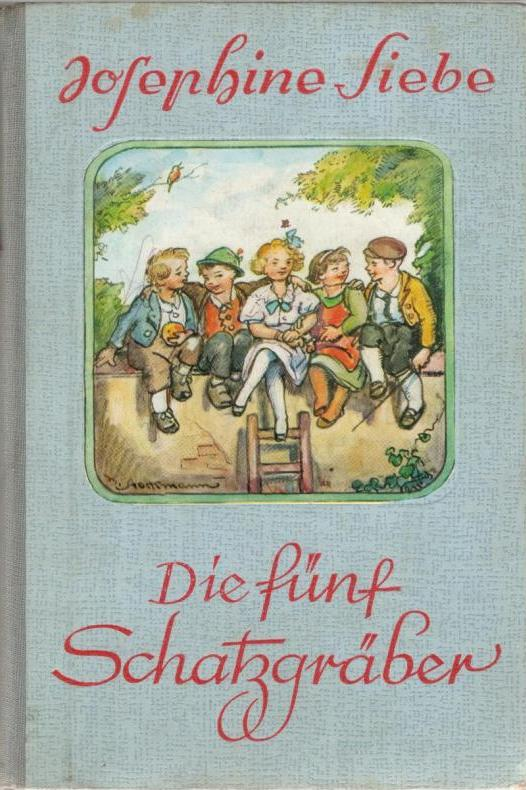
Boekomslag van Die fünf Schatzgräber uit 1928.

Josephine Siebe (Leipzig, 10 november 1870 - aldaar, 26 juli 1941) was een Duitse kinderboekenschrijfster en redactrice van de vrouwenpagina in dag- en weekbladen.

## Leven en werk
Oorspronkelijk wilde zij zich op tekenen en schilderen toeleggen. Toen echter haar schrijftalent ontdekt werd, richtte zij zich op het schrijven voor kinderen. Daarnaast was zij vele jaren redactrice van de vrouwenpagina in het 'Leipziger Tageblatt' en later in 'Reclams Universum'. Haar eerste boek Stille Kämpfer verscheen al in 1901, kort nadat zij van school kwam. In 1905 won zij voor de vertelling Bäschen Bangbüchschen de eerste prijs bij een wedstrijd van het tijdschrift 'Woche'. Haar verhalen, zoals de succesvolle Oberheudorfer Kindergeschichten, spelen zich vaak af in het landelijk gebied of in dorpen. Zij schreef meer dan 30 kinderboeken, waarbij vele van de bekendste Duitse illustratoren de tekeningen verzorgden. In deze grappige verhalen zijn sprookjes en werkelijkheid vermengd. Van deze en andere van haar boeken zijn uitgaven bekend in het Nederlands, Spaans, Frans, Engels (Amerika), Pools en Zweeds. 
Vooral met de zeven Kasperle-boeken, die zij schreef in de jaren 1921-1930, verwierf zij internationale roem. Vanaf 1921 werden ze in het Nederlands vertaald als de Harlekijntje-boeken (met tekeningen van E. ten Harmsen van der Beek). De boekjes waren commercieel zo succesvol dat uitgeverij Van Holkema & Warendorf ze na de oorlog, in 1950, opnieuw op de markt bracht. Aan de herdruk werd de actie "Hoe oud is Harlekijntje?" gekoppeld. In 1980 bracht Van Holkema & Warendorf de boeken nogmaals uit.
De boeken van Josephine Siebe sloten aan op het klimaat van vrolijke fantasieverhalen dat ook Leonard Roggeveen en A.D. Hildebrand in die jaren creëerden. Zij doen ook denken aan de Engelse fantasieverhalen waarop A.A. Milne met zijn Winnie de Poeh (1926) een belangrijk stempel drukte.
Josephine Siebe leidde op het jachtslot Posen in Knau bij Jena in Thüringen een teruggetrokken leven "in nauwe verbondenheid met de natuur en het volk". Op 26 juli 1941 stierf zij op 70-jarige leeftijd na een lang en zwaar ziekbed.